# Saliva (canción)
«Saliva» es el segundo sencillo del primer álbum como solista de la cantante Thalía.  La canción fue lanzada en el año 1990 y causó mucha controversia, incluso fue prohibida en algunas estaciones de radio en México. Obtuvo un éxito moderado, pero incluso siendo el segundo sencillo de su disco debut, logró colocarla en lista en Latinoamérica.

## Información
El sencillo número 2 de la cantante Thalía, la canción fue presentada en 1990 y consiguió llamar la atención por la vestimenta que solía vestir para interpretarla.

## La canción
La canción cuenta con una letra muy peculiar que narra la historia de un hombre que es un borracho, pero aun así la muchacha le quiere y el amigo de su novio también quiere con ella pero a ella sólo le interesan los besos de su novio. Thalía colaboró en la autoría de esta canción junto con Alfredo Díaz Ordaz.

## El video
El video fue presentado en el mismo año que la canción. Este comienza en un callejón con una chica y un chico que van a una cantina, al pasar se acerca un dragón, usados comúnmente en la civilización de China, ella comienza cantando con un vestido color de rosa con un fondo de un corazón en llamas, entrando a la cantina, el acompañante de Thalía que está ebrio se tropieza en las escaleras, después se sientan en una mesa, y el pide algo que le molesta a Thalía, el hombre le iba a regalar una flor a Thalía, pero aparentemente ve a alguien mejor y decide no dársela, después el hombre ya esta todo ebrio y Thalía molesta decide marcharse, los mismos dragones de la civilización china y Thalía comienza a cantar con ellos como fondo, Thalía le regala una flor a su acompañante en el cuarto donde ella comenzó a cantar, ella sale de la cantina y desaparece cuando el hombre la quiere abrazar, el video concluye con Thalía usando un vestido negro caminando hacia un callejón.

## Controversia y crítica
La canción fue muy catalogada e incluso fue prohibida en las estaciones de radio mexicanas por su letra tan explícita y exuberante, pero a pesar de eso, no impidió la fama que esta logró obtener.

## Promoción
A pesar de que la canción estuvo prohibida en las estaciones de radio de México, logró ser un éxito en España y en algunos países de América Latina.
La canción tuvo éxito en España gracias a que Thalía se convirtió en la nueva presentadora musical de La Gala VIP Noche de la cadena de televisión española Telecinco.